# アトランティックジャイアント

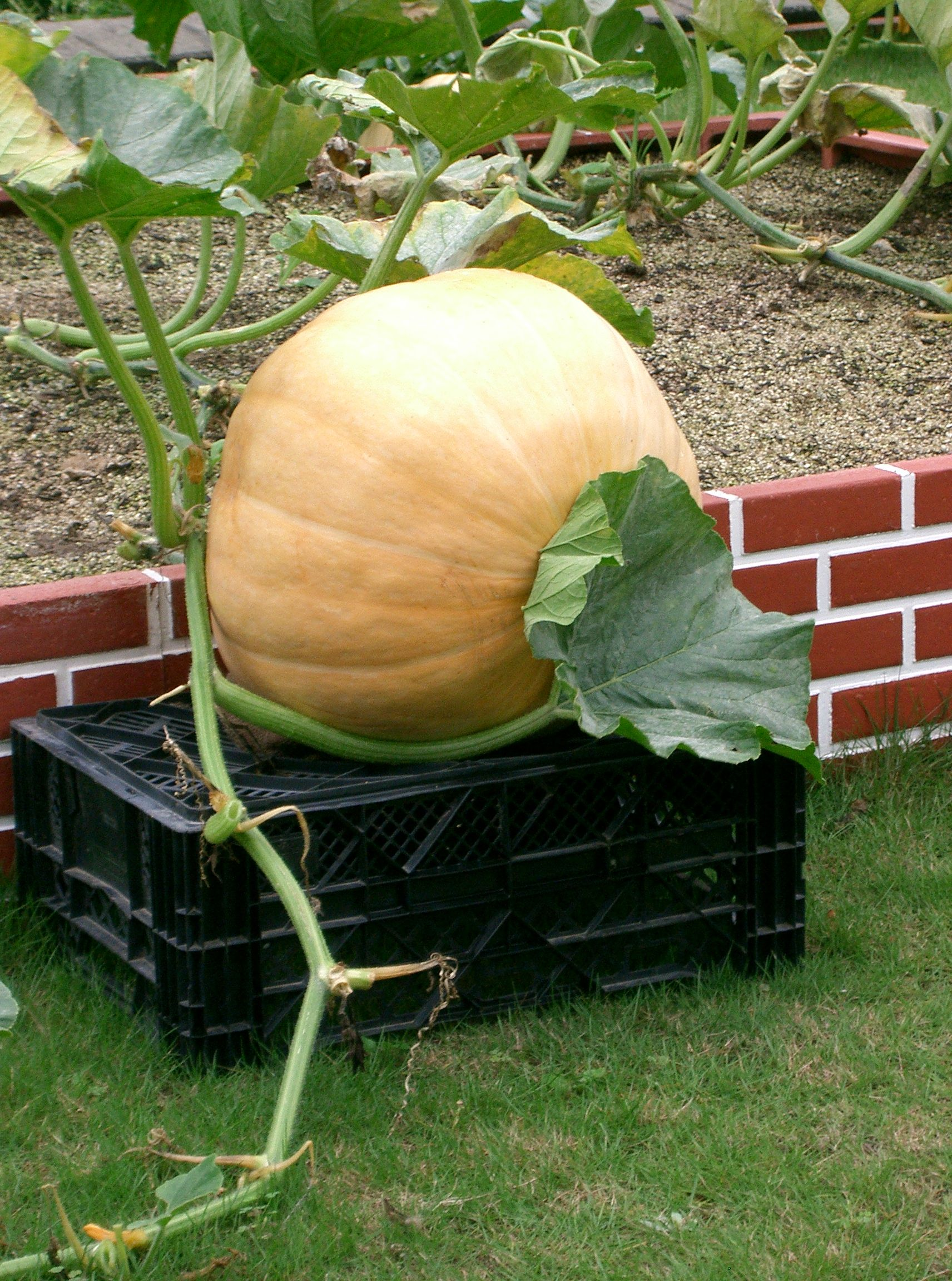
日本の大阪府で育てられたアトランティックジャイアント（2007年7月撮影）

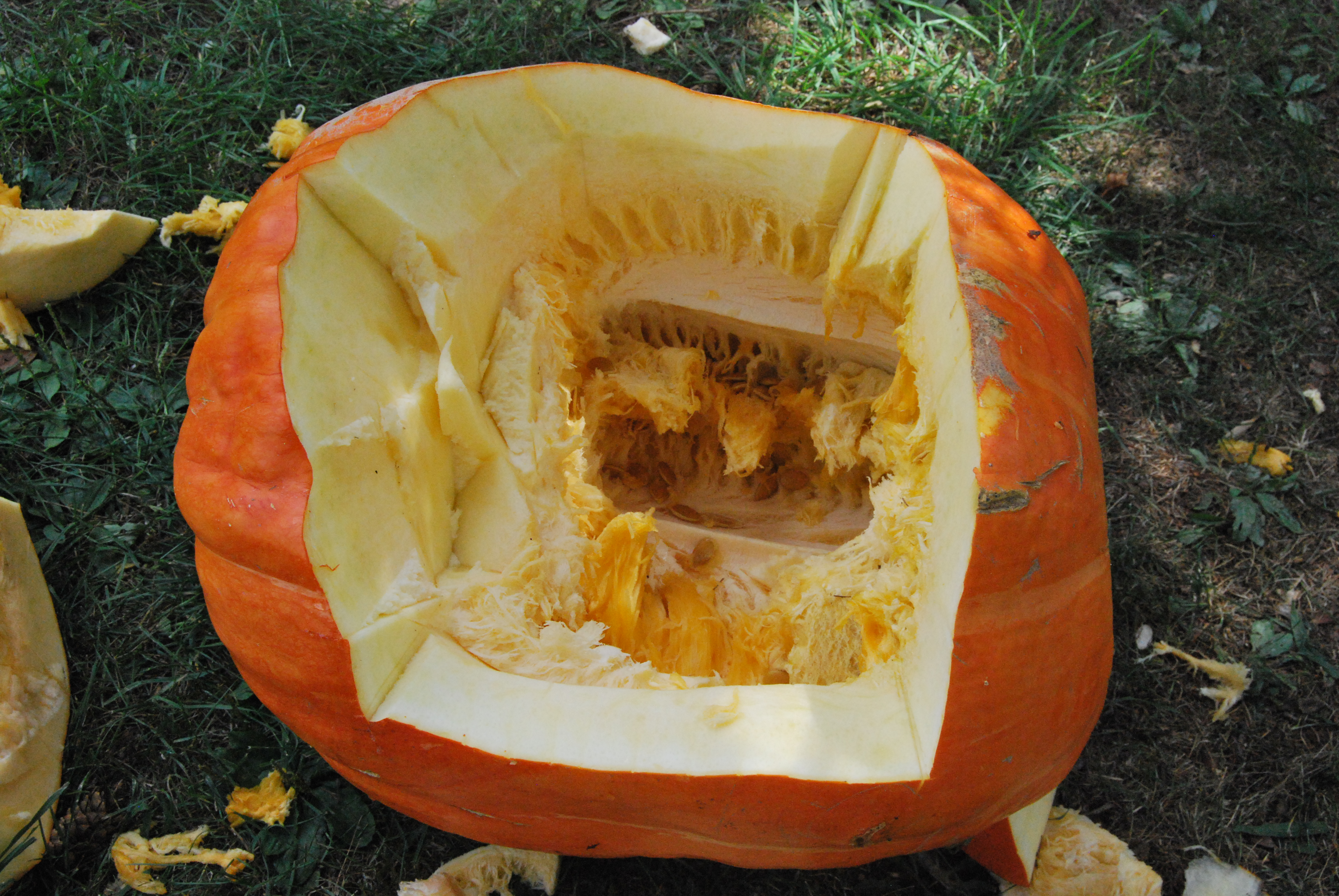
アトランティックジャイアントの果実の中身

アトランティックジャイアント (Atlantic Giant) とは、巨大な実を付けるカボチャである。アメリカ合衆国で付けられた名称で、学名ではない。アトランティックジャイアント（大西洋の巨人）という名称で呼ばれてこそいるが、必ずしも大西洋沿岸で育てられているわけではない。日本でも栽培されており、「おばけかぼちゃ」と呼ばれることもある。
実の大きさは180cmを超え、重量は数百kgに育つこともある。例えば、2011年にカナダのオンタリオ州で育てられたアトランティックジャイアントの場合、収穫時の実の重量は824.9kgを記録した。しかし、このカボチャの巨大さは、セイヨウカボチャ（Cucurbita maxima）の変種の表現型（遺伝的要素と生育環境との相互作用によって生じた姿）なので、生育環境によっては、ここまで巨大にはならない場合もある。このカボチャが生育可能な気候の地方でツルや葉を広げるのに十分な土地を用意して、1つの株に1つの実だけにして育てる（1つの実だけに養分を集中させる）ことなど、様々に手をかけることで、アトランティックジャイアントが出現する。
このように、育て方などにも実の大きさが左右されるため、食用よりは、どのくらいの大きさにまで育てられたかを競ったり、その大きさを展示物として楽しんでもらったり、子供の遊び道具やジャックオーランタンの材料としたりするイベントに使われる。
アメリカ合衆国における「アトランティックジャイアント」の商標は1985年9月を以って法律による保護期間が終わり、社会的な共有財産（パブリックドメイン）となった。そして、2004年にはアトランティックジャイアントに関連する全ての表現型が、社会的な共有財産となった。